# Station Töppeln
Station Töppeln is een spoorwegstation in de Duitse plaats Töppeln, een Ortsteil van de gemeente Kraftsdorf. Het station werd in 1876 geopend.